# Giuseppe Prezzolini
Giuseppe Prezzolini (Perugia, 27 gennaio 1882 – Lugano, 14 luglio 1982) è stato un giornalista, scrittore, editore, italianista e aforista italiano con cittadinanza statunitense dal 1940.

## Biografia
(da Codice della vita italiana, capitolo I, "Dei furbi e dei fessi", 1921)
Nato "per caso" (come amava dire) a Perugia da genitori senesi, Prezzolini si trova, dato il mestiere del padre Luigi (rivestiva la carica di prefetto), a spostarsi di città in città. Perde la madre, Emilia Pianigiani, ad appena tre anni. Il suo rendimento scolastico è ottimo nonostante i frequenti cambi di sede. Malgrado ciò, nel 1898 abbandona gli studi liceali e prosegue la formazione studiando privatamente nella fornita biblioteca del padre. A Firenze conosce Giovanni Papini, da cui lo separa un solo anno di età. Nasce una duratura amicizia. L'anno seguente Prezzolini perde il padre (1899). Tra il 1900 e il 1905 compie numerosi viaggi in Francia; perfeziona il francese a Grenoble. Nel 1903, ad appena 21 anni, fonda assieme a Papini la rivista culturale Leonardo, pubblicata fino al 1908. Avvia anche uno scambio di lettere con Giuseppe Ungaretti.
Collabora a Il Regno (1903-1906). Nel 1904 scrive la Prefazione-Manifesto della nuova rivista Hermes di Enrico Corradini. In questo periodo pubblica i suoi primi scritti e conosce Benedetto Croce, attraverso il quale scopre la filosofia neoidealista. Nel 1905 si sposa con la milanese Dolores Faconti e si trasferisce a Perugia. Successivamente trascorre alcuni periodi a Parigi, dove entra in contatto con alcuni grandi uomini della cultura francese del tempo, fra cui Georges Sorel ed Henri Bergson.
Tornato in Italia, nel 1908 fonda La Voce, rivista da lui diretta fino al novembre 1914 (con l'eccezione di un periodo di sei mesi nel 1912) e che durante la sua esistenza (verrà pubblicata fino al 1916) spazierà su temi legati a letteratura, politica e società. La rivista incontra grande successo ed annovera tra i suoi collaboratori numerose personalità di spicco dell'Italia del tempo. Tra il 1910 e il 1911 esce la prima serie (tredici volumi) dei "Quaderni della Voce", ispirati per contenuti e veste tipografica ai Cahiers de la Quinzaine di Charles Péguy. Prezzolini è il direttore dell'iniziativa editoriale. 

Nel 1911 nasce il primo figlio, Alessandro. Il 1911 è l'anno dell'attacco dell'Italia alla Libia. Sin dai primi mesi appaiono vari articoli sull'argomento sulla Voce. La posizione iniziale di Prezzolini è antinazionalista ("Noi non ci battiamo"). Nei mesi successivi cambia progressivamente idea, fino a decidere di appoggiare la Campagna di Libia. Nello stesso anno la casa editrice dei "Quaderni della Voce" chiude l'attività. Prezzolini, volendo continuare la pubblicazione dei volumi, in novembre fonda la Libreria della Voce, casa editrice gestita dallo stesso gruppo di intellettuali della rivista: è il suo esordio nel settore dell'editoria.
Nel novembre 1914 Prezzolini lascia la direzione della Voce e si trasferisce a Roma, dove lavora come corrispondente del Popolo d'Italia (giornale fondato dall'ex socialista Benito Mussolini in opposizione alle posizioni neutraliste assunte dal PSI nei confronti della prima guerra mondiale). Nel 1915, nell'imminenza della nascita del secondo figlio, Giuliano (1915-2014), ritorna a Firenze. Dirige La Voce. Edizione politica. L'Italia è in guerra e Prezzolini si arruola volontario. Svolge l'incarico di istruttore delle truppe. Dopo la disfatta di Caporetto (ottobre 1917) fa domanda per andare al fronte. Nel 1918 è con gli arditi sul monte Grappa e sul Piave. Al termine del conflitto ricopre il grado di capitano del Regio Esercito. 
Nel 1919 fonda a Roma la «Società Anonima Editrice "La Voce"», con annesso l'Istituto Bibliografico Italiano, struttura di consulenza biografica e editoriale, di cui assume la carica di amministratore delegato. Nel settembre 1922 (ad un mese dalla marcia su Roma) Prezzolini scrive una lettera, pubblicata su La Rivoluzione liberale (n. 28, 28 settembre 1922), avanzando l'ipotesi di una Società degli Apoti, un sodalizio di individui liberi, raggruppati tra loro, che non parteggiano, che vogliono differenziarsi dalla vita, e dalla malavita, pubblica contemporanea per poter valutare l'attualità politica e la cronaca contingente con indipendenza e imparzialità. Nasce un dibattito che coinvolge anche Piero Gobetti (direttore della rivista) e don Luigi Sturzo.
Il 28 ottobre il fascismo prende il potere in Italia. Nel 1923 Prezzolini compie il suo primo viaggio negli Stati Uniti d'America, chiamato per un corso estivo alla Columbia University di New York. Nel 1925 è nominato, nonostante il parere contrario del governo fascista, rappresentante per l'Italia presso un'istituzione internazionale con sede a Parigi, l'Institut international de coopération intellectuelle («Istituto internazionale della cooperazione intellettuale», antenato dell'attuale UNESCO) e si trasferisce nella capitale francese con la famiglia. Lascia la carica di amministratore delegato della Società editrice della Voce. Nell'estate del 1927 ritorna alla Columbia University per altri corsi. Nel 1929 ottiene un incarico annuale presso l'università americana e si trasferisce da Parigi a New York con la famiglia. Assume la direzione della Casa Italiana alla Columbia University, un centro di studi e di formazione. Tornerà in Europa ogni estate fino al 1938 (Nel 1936 trascorre invece un anno sabbatico in Italia). Frutto del suo lavoro di ricerca sarà il Repertorio bibliografico della storia e della critica della letteratura italiana dal 1903 al 1942, pubblicato nel 1946. Il 22 gennaio 1940 diventa cittadino statunitense e dà le dimissioni da direttore della Casa Italiana. La sua direzione è durata dieci anni. Continua ad insegnare alla Columbia University. Nel 1948 l'ateneo newyorchese lo nomina «professore emerito» di italianistica. Tra i suoi allievi c'è la scrittrice italoamericana Anne Paolucci. Nel frattempo ha avviato collaborazioni con alcuni giornali italiani.

Prezzolini nel 1960

Prezzolini in età avanzata

Fin dal dicembre 1945 scrive sul quotidiano romano Il Tempo. Nel 1950 è uno dei primi collaboratori del nuovo periodico Il Borghese, di Leo Longanesi. Nel 1955 torna in Italia per allacciare rapporti con i quotidiani La Nazione e il Resto del Carlino, e soprattutto con case editrici, ai fini della pubblicazione delle sue opere nella penisola. Nel 1962 muore la prima moglie, dalla quale è separato da più di vent'anni. Si risposa con Gioconda Savini (detta "Jackie") e lascia definitivamente gli Stati Uniti dopo oltre 25 anni di permanenza. Torna in Italia e si stabilisce a Vietri sul Mare, sulla costiera amalfitana.
Si trasferisce nel 1968 a Lugano, in Svizzera perché, dirà, non sopporta la burocrazia, la corruzione, la furbizia, la scioperomania, l'eccesso di stato assistenziale, la mediocrità della classe politica italiana. Nel 1981 muore la seconda moglie. Il 27 gennaio 1982 Prezzolini compie cent'anni. Quell'anno riceve dal capo dello Stato Pertini in una cerimonia al Quirinale la "Penna d'oro". A Montanelli dice: "Se vado in bolletta, la vendo". Passa la giornata nel suo studio, lavorando, come fosse un giorno qualsiasi. Muore il 14 luglio dello stesso anno. Dall’ottobre 1981 gli fu vicino, come segretaria e confidente, suor Margherita Marchione (1922-2021), religiosa statunitense che aveva conosciuto Prezzolini da giovane studentessa universitaria.
Tra le sue opere maggiori: i memoriali Dopo Caporetto (1919) e Vittorio Veneto (1920); diversi saggi, come La cultura italiana (scritto con Giovanni Papini, 1906) e le opere del periodo americano (America in pantofole, 1950; L'italiano inutile, 1953) e il Manifesto dei conservatori e le quattro biografie su Giovanni Papini, Benito Mussolini, Giovanni Amendola e Benedetto Croce.

## Archivio
Le carte di Giuseppe Prezzolini sono conservate in parte presso la Biblioteca Nazionale Centrale di Firenze, donate dall'autore nel luglio del 1962. ll materiale è pervenuto già ordinato secondo un criterio dato dall'autore, che la Biblioteca ha rispettato. Il fondo, completamente in copia, si compone di un dattiloscritto in 14 parti recante il titolo originale Diario e lettere notevoli ricevute da me Giuseppe Prezzolini dal 1900 al 1940. Il materiale presenta molte aggiunte e correzioni autografe. Gli originali di questo materiale sono presso la Biblioteca Cantonale di Lugano dove è conservato l'archivio di Giuseppe Prezzolini (corrispondenze, rassegna stampa con articoli di Prezzolini e recensioni sulla sua opera, fotografie).
Altre carte, il carteggio Prezzolini (1902-1924) rimaste nelle mani di Dolores Faconti, la prima moglie dello scrittore, sono conservate presso l'Archivio contemporaneo "Alessandro Bonsanti" del Gabinetto Vieusseux. Furono donati all'Archivio nel 1983 da Enrico Vallecchi, che li aveva precedentemente acquistati a un'asta agli inizi degli anni sessanta. Altri documenti epistolari indirizzati o a firma di Prezzolini sono stati donati da Olga Ragusa e James Beck. I documenti epistolari sono in tutto 2054 e sono ordinati alfabeticamente per mittente e, all'interno di ogni singolo carteggio, secondo una sequenza cronologica. 40 lettere all'amico danese Knud Ferlov sono nella Kongelige Bibliotek (Biblioteca Nazionale) di Copenaghen.

## Opere

### Miscellanee
- Il Meglio di Giuseppe Prezzolini, con prefazione di Giovanni Ansaldo, Collana Il Meglio n.13, Milano, Longanesi & C., 1957; Prefazione di Giovanni Spadolini, Milano, Longanesi, 1971, 1980. [contiene: Il linguaggio come causa d'errore, L'arte di persuadere, Caporetto, Vittorio Veneto, Il Codice della vita italiana, più prefazioni e brani da altri libri]
- Ideario, antologia [concepita da Claudio Quarantotto], Collana Europa Vecchia e Nuova n.9, Milano, Edizioni del Borghese, 1967; Roma, Ciarrapico Editore, 1983; con un "Ritratto" di Indro Montanelli, Milano, Corbaccio, 1993 - Milano, Ponte Alle Grazie, 1998; Prefazione di Beppe Benvenuto, Collana Biblioteca, Torino, Aragno, 2018. [raccolta di brani, ordinati in ordine alfabetico, dal 1903 al 1967]

### Saggi
Dagli esordi al 1929
- (con lo pseudonimo Giuliano il Sofista), Vita Intima, Firenze, Stampato coi tipi di Giovanni Spinelli e C., in «Biblioteca del Leonardo» n. 1, 1903 (26 pp.)
- (con lo pseudonimo Giuliano il Sofista), Il linguaggio come causa d’errore. H. Bergson, Firenze, Tipografia Giovanni Spinelli e C., in «Biblioteca del Leonardo» n. 2, 1904 (28 pp.)
- (con lo pseudonimo Giuliano il Sofista), Il Centivio. Seguito dall'Elegia per ciò che non fu di Gian Falco, Milano, Libreria Editrice Lombarda A. De Mohr, Antongini & C., in «Biblioteca del Leonardo» n. 4, 1906[13]
- Giuliano il Sofista e Gian Falco (alias G. Prezzolini e Giovanni Papini), La coltura italiana, Firenze, Francesco Lumachi Editore, 1906[14]
- L'arte di persuadere, Firenze, Francesco Lumachi Editore, in «Biblioteca del Leonardo» n.7, 1907[15]
- Il sarto spirituale. Mode e figurini per le anime della stagione corrente, Firenze, F. Lumachi Libraio Editore, Biblioteca del Leonardo Volume Nono, 1907[16]
- Il Cattolicismo rosso. Studio sul presente movimento di riforma nel Cattolicismo, Napoli, Riccardo Ricciardi Editore, 1908[17]
- Cos'è il Modernismo? (in Appendice il testo dell'Enciclica dell'8 settembre 1907 contro il Modernismo), Milano, Fratelli Treves Editori, 1908
- Benedetto Croce. Con bibliografia, ritratto e autografo, Napoli, Riccardo Ricciardi Editore, in «Contemporanei d'Italia» I., 1909
- La teoria sindacalista, Napoli, Francesco Perrella Editore, 1909
- Studi e capricci sui mistici tedeschi. Saggio sulla libertà mistica – Meister Eckehart [sic] - La Deutsche Theologie - Paracelso - Novalis – Giovanni Von Hooghens, Firenze, Casa Editrice Italiana di A. Quattrini, in «Quaderni della Voce», Quaderno Decimoquarto e Quinto, 1912 [maggio]
- La Francia e i Francesi nel Secolo XX osservati da un italiano, Milano, Fratelli Treves Editori, 1913
- Vecchio e nuovo nazionalismo, (con G. Papini), Milano, Studio Editoriale Lombardo, 1914[18]
- La Dalmazia, Firenze, Libreria della Voce, 1915
- Discorso su Giovanni Papini, con due ritratti, una caricatura e un autografo, Firenze, “Libreria della Voce”, Quad. Ventiquattresimo, 1915 [gennaio] (seconda edizione, Giovanni Papini, Piero Gobetti Editore 1924-1925)
- Dopo Caporetto, Roma, “La Voce” Società Anonima Editrice, 1919
- Paradossi Educativi, Roma, “La Voce” Società Anonima Editrice, in «Scuola e Vita n. 20», Biblioteca Popolare di Pedagogia diretta da G. Lombardo Radice, 1919
- Vittorio Veneto, Roma, La Voce, Soc. An. Ed., Quaderni della Voce, Serie Terza, n. 43, [1920]
- Codice della vita italiana, Roma, La Voce Società Anonima Editrice, Quaderni della Voce, Serie terza, n. 45, 1921 (ristampato nel 2003 da Robin)
- Amici, Firenze, Vallecchi Editore, 1922
- La coltura italiana, Firenze, Soc. An. Editrice “La Voce”, 1923
- Io credo, Torino-Pinerolo, Pittavino e C. Editori, 1923
- Benito Mussolini. Roma, A. F. Formíggini Editore, in «Medaglie», 1924,
- Per una maggiore cultura italiana (con C. Delcroix), Firenze, Vallecchi, 1924
- Mi pare.... Fiume, Edizioni Delta, 1925
- Giovanni Amendola. Roma, Formiggini, 1925
- Vita di Nicolò Machiavelli fiorentino,  Milano, A. Mondadori, 1927
- La Cooperazione Intellettuale, Roma, “A.R.E.” Anonima Romana Editoriale, Pubblicazioni dell'Associazione Italiana per la Società delle Nazioni dirette da Amedeo Giannini, 1928

Periodo americano (1929-1962)
- Come gli Americani scoprirono l'Italia. 1750-1850, 1933;
- Italy, Florence, Vallecchi Publisher, s.d. 1939
- The Legacy of Italy, New York, S.F. Vanni, 1948 (pubblicato in Italia con il titolo L'Italia finisce, ecco quel che resta, trad. di Emma Detti, Vallecchi, 1958)
- America in pantofole. Un impero senza imperialisti. Ragguagli intorno alla trasformazione degli Stati Uniti dopo le guerre mondiali, Firenze, Vallecchi Editore, 1950
- L'italiano inutile. Memorie letterarie di Francia, Italia e America, Milano, Longanesi & C., “Il Cammeo” Volume 44, 1954
- America con gli stivali, 60 fotografie originali, ritratti e autografi, Firenze, Vallecchi Editore, 1954
- Machiavelli anticristo, Roma, Gherardo Casini Editore, Diorama 1, 1954
- A history of spaghetti and cooking for: Spaghetti Dinner, New York, Abelard-Schuman, 1955 (pubblicato in Italia con il titolo Maccheroni e C., Milano, Longanesi & C., “Il Cammeo” volume 112, 1957, dedicato a Marco Buitoni)
- Saper leggere, Milano, Garzanti, 1956
- Tutta l’America, Firenze, Vallecchi Editore, 1958
- Dal mio terrazzo 1946-1959, Firenze, Vallecchi Editore, 1960
- Il gheriglio di Machiavelli, 1469-1527, Milano, All'Insegna del Pesce d'Oro, La Primula Rossa n.1, 1960
- Il tempo della Voce. 40 tavole fuori testo stampate da Vallecchi, Milano-Firenze, Coedizione Longanesi & C.-Vallecchi Editore, “I Marmi” volume 18, 1960
- I trapiantati, Venticinque illustrazioni fuori testo, Milano, Longanesi & C., “I Marmi” volume 19, 1963
- Quattro scoperte. Croce, Papini, Mussolini, Amendola, Roma, Edizioni di Storia e Letteratura, Uomini e Dottrine 11, 1964

Dopo il ritorno in Italia
- Dio è un rischio. Il testamento di un solitario che cerca di parlare ai giovani di domani, Collana La Fronda n.95, Milano, Longanesi & C., 1969; VI ed. annotata, ampliata, corretta, con 6 lettere di S.S. Paolo VI a Prezzolini, Prefazione di Nicola Abbagnano, Milano, Rusconi, 1979; prefazione di Giulio Andreotti, Firenze, Vallecchi, 2004.

Dopo il trasferimento a Lugano
- Cristo e/o Machiavelli. Assaggi sopra il pessimismo cristiano di sant'Agostino e il pessimismo naturalistico di Machiavelli, Introduzione di Quirino Principe, Milano, Rusconi Editore, Problemi attuali, 1971
- Manifesto dei conservatori, Milano, Rusconi Editore, Problemi attuali, 1972; Introd. Sergio Romano, Mondadori, Milano, 1995; La Biblioteca di Libero, Milano, 2003; Introd. Gennaro Sangiuliano, Edizioni di Storia e Letteratura, Roma, 2014
- Amendola e «La Voce». Firenze, Sansoni, 1973;
- La Voce, 1908-1913. Cronaca, antologia e fortuna di una rivista. Milano, Rusconi, 1974;
- Italia fragile, Milano, Pan Editrice, il timone 33, 1974
- Modeste Proposte scritte per svago di mente, sfogo di sentimenti e tentativo di istruzione pubblica degli italiani, con nove disegni di Leo Longanesi, Milano, All'Insegna del Pesce d'Oro, La coda di paglia n.16, 1975
- Storia tascabile della letteratura italiana. Milano, Pan, 1976;
- Sul fascismo. 1915-1975. Pan Editrice, Collana Nuovi saggi n. 14, 1976
- Prezzolini alla finestra, Milano, Pan Editrice, Collana Nuovi Saggi n.18, 1977
- Intervista sulla destra, a cura di Claudio Quarantotto, Milano, Edizioni del Borghese, “Le Interviste del Borghese”, Volume 1, s.d. [1978]; Collana Frecce, Mondadori, Milano, 1994; Collana Saggi, Oscar Mondadori, Milano, 1995; Introd. Fabio Torriero, ilibri del Borghese, 2012

### Curatele
- Novalis, Poetae philosophi et philosophi minores, a cura di G. Prezzolini con ornamenti di Ch. Doudelet, Milano, Libreria Editrice Lombarda «A. De Mohr, Antongini & C.», 1905
- Carlo Gozzi, Memorie inutili, Volume Primo e Secondo, Bari, Gius. Laterza & Figli, in «Scrittori d'Italia», 1910
- AA.VV. (i collaboratori de La Voce), Almanacco della Voce 1915, Firenze, Libreria della Voce, 1915 (con ill. e 28 ritratti)
- Manualetto italo-sloveno ad uso di ufficiali, soldati, commercianti, funzionari e di ogni persona che voglia rapidamente imparare la lingua slovena, compilato da G. Prezzolini e F. Skarlovnik, Firenze, R. Bemporad & Figlio Editori, 1915
- [scelta dei brani e introduzione], Lev Tolstoj, Guerra e pace, Milano, Federazione Italiana delle Biblioteche Popolari, in «Capolavori della letteratura italiana e straniera», Collana rossa [1916]
- Uomini e città. Sergi, Negri, Bergson, Gentile, Croce, James, Rousseau, Strindberg, Tolstoi, Dostoievschi, Joubert, Eckermann, De l'Isle Adam, Gourmont, Philippe, Mallarmé, Baretti, Aretino, Fattori, Péguy, Borsi, Mieli, Perugia, Norimberga, Firenze, Firenze, Vallecchi Editore, 1918
- Tutta la guerra, Antologia del popolo italiano sul fronte e nel paese, Firenze, R. Bemporad & Figlio Editori, 1918
- Marte. Antologia militare. I. Scrittori italiani, Firenze, R. Bemporad & F.° Editori, 1925 (a cura di E. Canevari e G. Prezzolini)
- Marte. Antologia militare. II. Scrittori tedeschi e francesi, Firenze, R. Bemporad & F.° Editori, s.d.[1925] (a cura di E. Canevari e G. Prezzolini)
- Le più belle pagine di Niccolò Machiavelli scelte da Giuseppe Prezzolini, Milano, S. A. Fratelli Treves Editori, in «Le più belle pagine degli scrittori italiani scelte da scrittori viventi», Collezione diretta da Ugo Ojetti, 1925
- Le più belle pagine di Francesco Guicciardini scelte da Giuseppe Prezzolini, Milano, Fratelli Treves Editori, in «Le più belle pagine degli scrittori italiani scelte da scrittori viventi», Collezione diretta da Ugo Ojetti, 1925
- Baldassar Castiglione - Giovanni Della Casa, Opere, Milano-Roma, Rizzoli & C. Editori, in «I Classici Rizzoli» diretti da Ugo Ojetti, 1937
- (con Prefazione) Lorenzo de' Medici, Poesie, Milano, Longanesi & C., in «Piccola Biblioteca», voll. 76-77, 1953
- Gobetti e “La Voce”, Firenze, Sansoni Editore, Bibliotechina de “La Voce” [I], 1971
- Amendola e “La Voce”, Firenze, Sansoni Editore, Bibliotechina de “La Voce” II, 1973[19]
- La Voce 1908-1913. Cronaca, antologia e fortuna di una rivista, (collaborazione di Emilio Gentile e Vanni Scheiwiller), Milano, Rusconi Editore, 1974
- Storia tascabile della letteratura italiana, Milano, Pan Editrice, L'indicatore n. 2, 1976.

### Opere accademiche
- Repertorio Bibliografico della Storia e della Critica della Letteratura Italiana dal 1902 al 1932 preparato nella Casa Italiana della Columbia University sotto la direzione di Giuseppe Prezzolini e con l'aiuto del Council on Research in the Humanities: New York 1930-1936, [tomo I: A-L], Roma, Edizioni Roma, 1937
- Repertorio Bibliografico della Storia e della Critica della Letteratura Italiana dal 1902 al 1932 preparato nella Casa Italiana della Columbia University sotto la direzione di Giuseppe Prezzolini e con l'aiuto del Council on Research in the Humanities: New York 1930-1936, [tomo II: M-Z], Roma, Edizioni Roma, 1939
- Repertorio Bibliografico della Storia e della Critica della Letteratura Italiana dal 1933 al 1942, preparato nella Casa Italiana della Columbia University sotto la direzione di Giuseppe Prezzolini, [tomo I: M-Z] New York, S.F. Vanni, 1946
- Repertorio Bibliografico della Storia e della Critica della Letteratura Italiana dal 1933 al 1942, preparato nella Casa Italiana della Columbia University sotto la direzione di Giuseppe Prezzolini, [tomo II: M-Z], New York, S.F. Vanni, 1948
- La Casa italiana di Columbia University, Milano, All'Insegna del Pesce d'Oro (estratto dai fascicoli n.3-4 de “L'Osservatore politico letterario”, marzo-aprile 1976), 1976
- The Case of the Casa Italiana, New York, American Institute of Italian Studies, 1976

### Editoria scolastica
- L'Aguzzingegni. Esercizi Ricreativi per i Ragazzi della Terza Classe Elementare approvati dalla Commissione Ministeriale, Volume I-II-III, Palermo, Industrie Riunite Editoriali Siciliane, 1925
- I Maggiori. Autori della Letteratura Italiana scelti ed accompagnati da passi e giudizi critici ad uso delle Scuole Medie Superiori, Vol. I-II-III, Milano, Mondadori, Edizioni Mondadori per le Scuole Medie, 1925

### Traduzioni
- Libretto della vita perfetta d'ignoto tedesco del secolo XIV, Napoli, Perrella, 1908

Dall'inglese
- Jonathan Swift, Libelli, Lanciano, R. Carabba Editore, in «Cultura dell'Anima» n.6, 1909
- David Hume, Ricerche sull'intelletto umano e sui principi della morale, Bari, Gius. Laterza & Figli, in «Classici della Filosofia Moderna» n. XI, a cura di Benedetto Croce e Giovanni Gentile, 1910
- Jack London, Il lupo di mare, Milano, Morreale, 1924
- Robert Louis Stevenson, Il Signore di Ballantrae, Tradotto e ridotto dall'inglese a cura di G. Prezzolini, Milano, Antonio Vallardi Editore, Pagine Straniere, 1931

Dal francese
- François Mauriac, Il bacio al lebbroso, Milano, Fratelli Treves Editori, in «Scrittori Stranieri Moderni», 1930

### Opere postume
- Bruschette «ticinesi», Presentazione di Indro Montanelli, Giubiasco, Edizioni Gottardo, Tempi Moderni 2, 1983.
- Addio a Papini, Con Ardengo Soffici, a cura di M. Attucci e L. Corsetti. Poggio a Caiano - Prato, Associazione Culturale Ardengo Soffici - Pentalinea, 2006. ISBN 88-86855-41-9.
- L’ombra di Dio, a cura di Margherita Marchione, Milano, Rusconi, 1984.
- Italia 1912. Dieci anni di vita intellettuale (1903-1912), Introduzione e note a cura di Carlo Maria Simonetti, Firenze, Vallecchi Editore, Quaderni di Nuovecarte 1, 1984.

### Diari e carteggi
- Ardengo Soffici - Giuseppe Prezzolini, Diari 1939-1945, (prefazione di Piero Buscaroli), Milano, Le Edizioni del Borghese, “Il nostro tempo” volume 14, 1962
- Storia di un'amicizia (carteggio con Giovanni Papini), 2 voll., Firenze, Vallecchi Editore, Volume I: 1966, Volume II: 1968
- Giovanni Boine, Carteggio, vol. I, Giovanni Boine - Giuseppe Prezzolini (1908-1915), Roma, Edizioni di Storia e Letteratura, 1971
- Giuseppe De Luca, Giuseppe Prezzolini, Carteggio (1925-1962), Roma, Edizioni di Storia e Letteratura, 1975
- Carteggio Giuseppe Prezzolini, Ardengo Soffici. I: 1907-1918. A cura di Mario Richter. Roma, Edizioni di Storia e Letteratura, 1977. (Scheda libro)
- Diario, 1900-1941. Milano, Rusconi, 1978
- Diario, 1942-1968. Milano, Rusconi, 1980
- Le lettere di Croce a Prezzolini (presentazione di Giovanni Spadolini, con una nota introduttiva di Carlo Speziali), Bellinzona, Archivio Storico Ticinese-Dipartimento della Pubblica Educazione, 1981 (a cura di Ottavio Besomi e Augusta López-Bernasocchi)
- Alberto Moravia - Giuseppe Prezzolini, Lettere, Milano, Rusconi, 1982
- Carteggio Giuseppe Prezzolini, Ardengo Soffici. II: 1920-1964. A cura di Mario Richter e Maria Emanuela Raffi. Roma, Edizioni di Storia e Letteratura, 1982
- Carteggio 1904-1945, con Benedetto Croce, 1990
- Giuseppe Prezzolini - Mario Missiroli, Carteggio (1906-1974), a cura e con introduzione di Alfonso Botti, Roma-Lugano, Edizioni di Storia e Letteratura - Dipartimento dell'Istruzione e cultura del Cantone Ticino, 1992, pp. XL-472
- Antonio Baldini, Giuseppe Prezzolini, Carteggio 1912-1962, pagg. xxii-150, 1993
- Piero Marrucchi, Giuseppe Prezzolini, Carteggio 1902-1918, pagg. xxvi-250, 1997
- Giovanni Angelo Abbo, Giuseppe Prezzolini, Carteggio 1956-1982, Pagg. xii-236, 2000
- ... Questa libertà non è un capriccio. (Lettere a Roberto Longhi), Prefazione di Francesco Grisi e note di Laura Gemini, Roma, Giovanni Volpe Editore, 1982
- Cesare Angelini - Giuseppe Prezzolini, Carteggio 1919-1976, In Appendice Scritti su Renato Serra di Angelini e Prezzolini, 70 Roma, Edizioni di Storia e Letteratura, 1983 (a cura di Margherita Marchione e Gianni Mussini)
- Aldo Palazzeschi - Giuseppe Prezzolini, Carteggio 1912-1973, a cura di Michele Ferrario, Roma-Bellinzona, Edizioni di Storia e Letteratura-Dipartimento della Pubblica Educazione del Cantone Ticino, I Carteggi di Giuseppe Prezzolini, 1987
- Ardengo Soffici, Lettere a Prezzolini 1908-1920, a cura di Annamaria Manetti Piccinini, Firenze, Vallecchi Editore, Novecento Vallecchi, 1988
- Benedetto Croce - Giuseppe Prezzolini, Carteggio I. 1904-1910 e Carteggio II. 1911-1945, a cura di Emma Giammattei, Roma-Bellinzona, Edizioni di Storia e Letteratura-Dipartimento della Pubblica Educazione del Cantone Ticino, I Carteggi di Giuseppe Prezzolini, 1990 (2 tomi)
- Alfredo Panzini - Giuseppe PrezzoliniI, Carteggio 1911-1937, a cura di Sandro Rogari, Rimini, Panozzo Editore, Carteggi Panziniani, 1990
- Alessandro Casati - Giuseppe Prezzolini, Carteggio I. 1907-1910 e Carteggio II. 1911-1944, a cura di Dolores Continati, Prefazione di Vittorio Enzo Alfieri, Roma-Bellinzona, Edizioni di Storia e Letteratura-Dipartimento della Pubblica Educazione del Cantone Ticino, I Carteggi di Giuseppe Prezzolini, I Carteggi di Giuseppe Prezzolini, 1990 (2 tomi)
- Iclea Picco, Militanti dell'ideale. Giuseppe Lombardo-Radice e Giuseppe Prezzolini. Lettere 1908-1938, con saggi di Sergio Caratti e Mario Agliati, Locarno, Armando Dadò Editore, 1991
- Amici, ricordi, frammenti. Settant'anni di scritti su “Nuova Antologia” (1911-1982), a cura di Giovanni Spadolini, Firenze, Le Monnier, Quaderni della Nuova Antologia XLIII, 1991
- Lettere a Suor Margherita 1956-1982, a cura di Claudio Quarantotto, Introduzione di Margherita Marchione, Roma, Edizioni di Storia e Letteratura, 1992
- Mario Missiroli - Giuseppe Prezzolini, Carteggio 1906-1974, a cura di Alfonso Botti, Roma-Bellinzona, Edizioni di Storia e Letteratura-Dipartimento dell'Istruzione e Cultura del Cantone Ticino, I Carteggi di Giuseppe Prezzolini, 1992
- Antonio Baldini - Giuseppe Prezzolini, Carteggio 1912-1962, a cura di Marta Bruscia, Roma-Bellinzona, Edizioni di Storia e Letteratura-Dipartimento dell'Istruzione e Cultura del Cantone Ticino, I Carteggi di Giuseppe Prezzolini, 1993
- Diario per Dolores, [Epistolario 1903-1915], a cura di Giuliano Prezzolini e Maria Cristina Chiesi, Milano, Rusconi, 1993
- Marino Moretti - Giuseppe Prezzolini, Carteggio 1920-1977, a cura di Michele Ferrario, Roma-Bellinzona, Edizioni di Storia e Letteratura-Dipartimento dell'Istruzione e Cultura del Cantone Ticino, I Carteggi di Giuseppe Prezzolini, 1995
- La Voce e dintorni. Lettere inedite a Wolfango Rossani, In appendice quattro saggi dello stesso Rossani, Tra le pagine 64 e 65 Piccolo Album Vociano, Bologna, Massimiliano Boni Editore, 1995
- Prezzolini - Vettori, Carteggio (1961-1975), [a cura di Vittorio Vettori], Milazzo, Editrice SPES, Civiltà Letteraria del Novecento, 1996
- Piero Marrucchi - Giuseppe Prezzolini, Carteggio 1902-1918, a cura di Angela Piscini, Roma-Bellinzona, Edizioni di Storia e Letteratura-Dipartimento dell'Istruzione e Cultura del Cantone Ticino, I Carteggi di Giuseppe Prezzolini, 1997
- Roberto Assagioli - Giovanni Papini, Roberto Assagioli - Giuseppe Prezzolini, Carteggi 1904-1974, a cura di Manuela Del Guercio Scotti - Alessandro Berti, Roma-Bellinzona, Edizioni di Storia e Letteratura, Dipartimento dell'Istruzione e della Cultura del Canton Ticino, I Carteggi di Giuseppe Prezzolini, 1998
- Diario 1968-1982, edizione curata da Giuliano Prezzolini, Presentazione di Indro Montanelli, Milano, Rusconi, 1999
- Giovanni Abbo - Giuseppe Prezzolini, Carteggio 1956-1982, a cura di Margherita Marchione, Roma, Edizioni di Storia e Letteratura, 2000
- Giuseppe Ungaretti, Lettere a Giuseppe Prezzolini. 1911-1969, a cura di Maria Antonietta Terzoli, Roma-Bellinzona, Edizioni di Storia e 75 Letteratura-Dipartimento dell'Istruzione e Cultura del Cantone Ticino, I Carteggi di Giuseppe Prezzolini, 2000
- Giuseppe Prezzolini, Lettere a Luciano Guarnieri, a cura di Maurizio Naldini, Firenze, Edizioni Polistampa, Il Diaspro, Epistolari – VIII, 2002
- Giovanni Papini - Giuseppe Prezzolini, Carteggio I. 1900-1907. Dagli “Uomini Liberi” alla fine del “Leonardo”, a cura di Sandro Gentili - Gloria Manghetti, Roma-Lugano, Edizioni di Storia e Letteratura- Biblioteca Cantonale Lugano, Archivio Prezzolini, [I Carteggi di Giuseppe Prezzolini], 2003
- Bruno Migliorini - Giuseppe Prezzolini, Carteggio 1924-1975, a cura di Nicola Selvitella, Prefazione di Gianni A. Papini, Roma-Lugano, Edizioni di Storia e Letteratura-Biblioteca Cantonale Lugano, Archivio Prezzolini, I Carteggi di Giuseppe Prezzolini, 2005
- Laura Simoni Varanini, Bruno Nardi a Pescia. Il carteggio con Giuseppe Prezzolini, Firenze, Edizioni del Galluzzo per la Fondazione Ezio Franceschini, Carte e Carteggi, Gli archivi della Fondazione Ezio Franceschini II, 2006
- Giovanni Gentile - Giuseppe Prezzolini, Carteggio 1908-1940, a cura di Alessandra Tarquini, Roma, Edizioni di Storia e Letteratura- Biblioteca cantonale Lugano, Archivio Prezzolini, I Carteggi di Giuseppe Prezzolini, 2006
- Gavino Gabriel - Giuseppe Prezzolini, Carteggio 1908-1977, a cura di Lara Sonja Uras, [Prefazione di Fiamma Nicolodi], Lucca, Libreria Musicale Italiana, Akademos, 2007